# 少女的祈禱 (真野惠里菜單曲)
《少女的祈禱》（乙女の祈り）是日本的女子偶像歌手真野惠里菜的第1张单曲，於2009年3月18日由hachama发行。

## 概要
- 《少女的祈禱》是真野惠里菜正式出道的第一張單曲。
- 此單曲有4個版本，分別是「初回生産限定盤A - C」和「CD ONLY」。「初回生産限定盤A」收錄了《少女的祈禱》的PV。
- 在3月30日於Oricon公信榜单曲每週排行榜取得第5位，是真野惠里菜出道以來銷量和銷量排名最高的單曲。[1]

## 收錄内容

### CD
1. 少女的祈禱
（作詞：三浦徳子　作曲：KAN　編曲：たいせい）
2. 水色思想（水色想い）
（作詞：三浦徳子　作曲：KAN　編曲：たいせい）
3. 少女的祈禱（Instrumental）

### DVD（初回生産限定盤A）
1. 少女的祈禱（Close-up Ver.）

## 外部連結
- 官方網站